# 小河重清
小河 重清（おがわ しげきよ、1148年?-1221年）は、鎌倉時代の武将。小河重房の子。尾張源氏。小河氏2代当主。

## 概要
父・重房の嫡男として尾張国春日井郡山田庄水野（現・愛知県瀬戸市） にて誕生。その後、尾張国知多郡小川村（知多郡阿久比郷小河、現在の愛知県知多郡東浦町緒川）に移り住む。嫡男の友重が早世したため、近衛道経の子の経村（清房）を養子とする。祖父重房と父重清から一字づつとり、以後、清房と名乗った。後鳥羽天皇長衛尉として朝廷の職官にもあたる。この頃、鎌倉幕府とは付かず、離れずの関係にあった。1221年（承久3年）に起こった『承久の乱』で朝廷側とし参戦し、美濃国にて討死。ともに戦った清房は、伯父の関白近衛家実のもと隠れて免れた。